# Pandémie de Covid-19 en Guyane
- 0
- 1–9
- 10–49
- 50-99
- 100-249
- 250-499
- 500+

La pandémie de Covid-19 a atteint, en avril 2020, le département français d'outre-mer et la région de la Guyane qui est frontalière du Brésil (où l'épidémie a début mai pris des proportions importantes). Les mesures barrières promues par la France et l'Organisation mondiale de la santé (OMS) sont déployées en Guyane, avec un contact-tracing de tous les cas confirmés, et rappel des contacts pour dépister les personnes malades, la mise en « quatorzaine » des cas confirmés et de leurs contacts (avec accueil en hôtel si le patient n'a pas les conditions de s’isoler). Un dépistage massif a été lancé pour certains clusters. Le déconfinement y a débuté le 11 mai 2020.
Au 20 mai 2020, la circulation du SARS-CoV-2 semblait en Guyane limitée, hormis à Saint-Georges où la situation est suivie par l'ARS avec les centre hospitalier Andrée-Rosemon (CHAR), centre délocalisé de prévention et de soins du CHAR (CDPS) et Développement, accompagnement, animation coopération (DAAC).
Les samedi 23 et dimanche 24 mai 2020, 67 nouveaux cas ont été détectés, portant le total du département à 328 pour 300 000 habitants; la proximité du Brésil est perçue comme un risque d'introduction de l'épidémie par la frontière fluviale avec le Brésil.
De risques particuliers se posent pour les populations isolées en forêt, pour les populations en situation illégale et pour les guyanais concernés par l'obésité (qui est un facteur de risques dans la Covid-19, avec + 50 % de nécessité de consultation, +35 % de risques d'hospitalisation en cas de Covid-19, et risque accru de mortalité), or près d’un Guyanais sur cinq est en surpoids, contre 15 % en moyenne en France, alertait l'ARS mi-mai mai 2019.
Mais dans l'ensemble la Guyane est peu touchée par la pandémie.

## Historique
Le premier décès attribué au virus SARS-CoV est détecté l'unité de réanimation du centre hospitalier Andrée-Rosemon à Cayenne, dans la nuit du 20 avril 2020.
Depuis début mars, 218 cas de Covid-19 sont détectés, dont près de 35 % à Saint-Georges (en partie d'origine transfrontalière). Jusqu'à fin mars, l'épidémie est principalement liée à une vague de cas importés de métropole et des Antilles.
Durant le mois d’avril 2020, les cas sont principalement liés à des transmissions autochtones avec une majorité de clusters familiaux simples liée aussi au confinement général de la population. Deux clusters de tailles significatives sont détectés (en périphérie de Cayenne et dans les écarts de Grand-Santi). Des actions de recherche active de cas et de dépistage à domicile dans les zones touchées associées à un confinement de la zone et une proposition d’isolement des cas à l’hôtel permet de casser les chaînes de transmission et donc limiter leurs impacts sanitaires.
Depuis début mai, une dizaine de cas importés du Brésil sont détectés dans plusieurs communes et en premier lieu à Saint-Georges. Dans cette commune, 84 cas sont détectés à partir du 27 avril. En plus des mesures mises en place lors des précédents clusters des communes de Matoury et Grand-Santi, une campagne de dépistage massif est mise en place avec plusieurs postes de dépistage dans les quartiers les plus touchés et des maraudes dans les quartiers les moins touchés. Le contact-tracing se poursuit également directement sur le terrain lors du rendu des résultats. Un contrôle du trafic sur le fleuve est également mis en place.
Le 20 mai à 17 h, 19 nouveaux cas sont détectés dont neuf à Saint-Georges et trois à Camopi. Les autres cas sont localisés dans les communes déjà touchées dont certains en lien avec les clusters existants.
Au 13 avril 2021, 2 283 guérisons et 90 décès sont cumulés depuis le début de la pandémie.
En avril 2021, deux adultes succombent d'une forme grave du Covid-19 plusieurs semaines après avoir reçu leur deuxième dose du vaccin Pfizer.

## Gestion de crise sanitaire
Elle est organisée par l'ARS-Guyane sous l'égide du préfet.
- Fin mars, un comité d’experts a été mis en place pour conseiller l’ARS, à la demande de sa directrice générale Clara de Bort. Il est présidé par le Pr Mathieu Nacher (CHC) et piloté par Jérôme Domec (directeur territorial de l'EPNAK), avec pour mission, outre d'assurer une veille et décliner en Guyane des recommandations nationales (…), de proposer « toute adaptation locale de ces recommandations, dès lors qu’une telle adaptation apparaîtrait nécessaire »[9]. Saisi le 14 avril 2020 sur le problème de la concomitance d'une épidémies de dengue à l'arrivée en Guyane de la pandémie de Covid-19, il a rendu un avis à ce sujet[10]. Le comité a notamment aussi été saisi (le 4 mai 2020) sur la question de « l'impact psychologique du Coviid-19 et des mesures de confinement et de déconfinement »[11]. Ce comité, l'autorité de santé (ARS) et la communauté des soignants bénéficient de l'appui d'un comité d'éthique qui a par exemple eu à travailler sur les questions d’orientation des patients, d'accompagnement de la fin de vie, des rites funéraires[12], dont les réponses, en accord avec la préfecture, peuvent être adaptées au contexte guyanais.

- Mi-avril, à la suite du diagnostic de plusieurs cas de Covid-19 parmi le personnel soignant, une opération de dépistage de l’ensemble du personnel des services de soins critiques du CHC Andrée Rosemon est mise en œuvre[13].

- Depuis mars 2020, une lettre (de type newsletter) intitulée Covid-19 La lettre Pro, est publiée par l'ARS Guyane pour les professionnels de santé (médecins, personnels hospitaliers et des laboratoires) pour mieux informer et mieux coordonner la prise en charge des patients.

- La gestion de crise est compliquée par le fait que les frontières sont peu étanches, notamment avec les voisins brésilien (très touché par la pandémie ; 41 031 cas cumulés et 630 décès dans l’État voisin d'Amapá au 22 août)[14] et surinamien, que le territoire est très vaste, que certaines communautés autochtones sont particulièrement vulnérables et isolées, et que des réseaux illégaux (principalement liés à l'orpaillage) échappent à la veille épidémiologique.
- Le 13 avril 2021, la France suspend ses liaisons avec le Brésil par crainte du variant P.1 ou V3 venu du Brésil voisin[15].

## Cas des communautés autochtones isolées
Les communautés isolées ou semi-isolées (amérindiennes, marron ou venues du sud-est asiatique) indigènes et/ou isolées « partagent des caractéristiques communes qui les rendent particulièrement vulnérables aux complications et à la mortalité liées au COVID-19 » (à titre d'exemple récent il a été estimé après 2009 que la pandémie de grippe H1N1 a tué 3 à 6 fois plus d'autochtones que de non autochtones dans les Amériques et le Pacifique). La notion de distanciation physique ou l'isolement d'un proche malade peut en outre ne pas être compris ou accepté dans certaines sociétés traditionnelles.
Outre qu'elles sont souvent aujourd'hui stigmatisées et discriminées, les populations isolées en forêt ou sur les bords de fleuves ont (pour ce qui concerne les amérindiens) par le passé été décimées par de précédentes épidémies ou pandémies, notamment respiratoires (rhumes notamment induits par des coronavirus, tuberculose et grippe...), mais aussi par la variole, la rougeole et d'autres maladies qui ont in fine fait disparaître environ 80 % des Amérindiens après l'arrivée des occidentaux,.
Ces groupes n'ont pas ou peu accès à l'eau chlorée, au savon et à un réseau d'assainissement ni aux tests de dépistage, masques ou gel hydroalcoolique. Ils sont généralement très éloignée des unités de soins intensifs présentes en Guyane, au Suriname ou au Brésil. Sauf en cas de transport par hélicoptère, leur accès à l'hôpital est long, parfois dangereux et implique en fin de voyage d'emprunter des moyens de transports propices à la contagion. L'éloignement et parfois des différences culturelles et linguistiques compliquent la gestion de la Covid-19 pour ces groupes, dont certains sont par ailleurs exposés à des conflits locaux, ou en interactions complexes avec le reste de la population guyanaise, via le commerce, la scolarisation des enfants, et certains réseaux (légaux ou illégaux) par exemple liés à la chasse ou à l'orpaillage. « Dans le contexte de la pandémie de coronavirus, le Réseau ecclésial panamazonien (REPAM) émet un signal d’alarme quant à la mise en danger des peuples autochtones, affectés par une augmentation des violences à leur encontre ».
En Bolivie (où presque un habitant sur deux revendique des origines autochtones), des anthropologues, médecins, chefs de tribus et responsables locaux se sont auto-organisés pour créer un « plan de prévention et de confinement en plusieurs phases », s'appuyant sur l'isolement collectif volontaire, mais aussi sur une recherche de contacts entre chasseurs-cueilleurs ; ce plan comprend des phases d'information/sensibilisation sur la Covid-19, sur la préparation et le confinement volontaire, la prise en charge des malades et la quarantaine. Dans The Lancet, un article du 15 mai 2020 suggère que ce plan peut être adapté à d'autres contextes locaux, pour éviter une mortalité élevée et généralisée dans ces communautés.